# Tubbercurry
Tubbercurry (irl. Tobar an Choire) – miasto w hrabstwie Sligo w Irlandii, leżące u podnóża gór Ox. Liczba mieszkańców w 2011 wynosiła 1171 osób.